# ジバプロン
ジバプロン（英語:Divaplon、RU-32698）は非ベンゾジアゼピン系の抗不安薬および抗てんかん薬である。ピラゾロピリミジンに分類される。ファシプロンは脳内で部分的アゴニストとしてGABAA受容体のベンゾジアゼピンの位置に強く結合する。